# Gerardo Barbero
Pour les articles homonymes, voir Barbero.
Gerardo Barbero est un joueur d'échecs argentin né le 21 août 1961 à Lanús et mort le 4 mars 2001 à Budapest.

## Biographie et carrière
Gerardo Barbero finit cinquième du championnat du monde d'échecs junior en 1978. Il remporta la médaille de bronze par équipe à l'olympiade universitaire (championnat du monde par équipe de moins de 26 ans) en 1985.
Il obtint le titre de grand maître international en 1987.
Il remporta le championnat d'Argentine d'échecs en 1984 et finit deuxième l'année suivante.
Barbero représenta l'Argentine lors de six olympiades : en 1978 (dans l'équipe deuxième), puis de 1984 à 1994, jouant au premier échiquier argentin en 1990.
Il participa au championnat du monde d'échecs par équipes de 1985 à Lucerne au cinquième échiquier de l'Argentine.
Son palmarès comprend de victoires aux tournois de Delmenhorst (en 1986), Kecskemét (en 1987), Forli (en 1990, ex æquo avec Vladimir Malaniouk), Copenhague (1991, avec Lars Schandorf) et Bolzano (1992, avec Vladimir Malaniouk).
Il s'installa à Budapest dans les années 1980 et y mourut d'un cancer en 2001.